# 13. konjeniški polk (ZDA)
Za druge 13. polke glejte 13. polk.
13. konjeniški polk (izvirno angleško 13th Cavalry Regiment) je eden izmed konjeniških polkov Kopenske vojske ZDA.